# Yaroamë
Le yaroamë ou jawari (autonyme : jawari), est une des langues yanomami parlée par les Yanomami, au Brésil.